# Virtual Telecommunications Access Method
VTAM : Virtual Telecommunications Access Method est un des composants du système d'exploitation Z/OS implémenté par IBM sur ses grands systèmes.
Cette méthode d'accès orientée réseau permet le dialogue entre différents éléments actifs sur le système. Ces éléments peuvent être des applications (programmes) ou des éléments du réseau (terminaux, lignes, controleurs, hosts).
La partie réseau perd de son importance ces dernières années, en raison de l'arrivée de TCP/IP. Les 3745, frontaux de communication, sont peu à peu abandonnés au profit d'autres technologies non propriétaires.